# オットー・レスラー
オットー・レスラー（独: Otto Eberhard Rössler、1940年 - ）は、ドイツの生物学者である。カオス理論のレスラーアトラクター、および内在物理学で知られる。

## 著書

### 共著
- 『内部観測』（青土社、1997年、ISBN 4791791444）
  - 「内在物理学、内部観測と悟り」 （松野孝一郎＋オットー・レスラー）